# Lodovico Pico della Mirandola
Lodovico Pico della Mirandola (né le 9 décembre 1668 à Mirandola, dans l'actuelle Émilie-Romagne, alors dans les États pontificaux et mort le 10 août 1743 à Rome) est un cardinal italien du XVIIIe siècle.
Il est un parent du cardinal Anton Maria Salviati (1583).

## Biographie
Lodovico Pico della Mirandola est notamment clerc de la Chambre apostolique. Il est nommé patriarche latin de Constantinople en 1706. À partir de 1707 il est préfet du Palais apostolique et gouverneur de Castelgandolfo.
Le pape Clément XI le crée cardinal in pectore lors du consistoire du 18 mai 1712. Sa création est publiée le 26 septembre 1712
Le cardinal Pico della Mirandola est camerlingue du Sacré Collège en 1717. Il est transféré au diocèse de Senigallia en 1717 et est préfet de la Congrégation des indulgences et des reliques sacrées. 
Il participe au conclave de 1721, lors duquel Innocent XIII est élu pape, et à ceux de 1724 (élection de Benoît XIII), de 1730 (élection de Clément XII) et de 1740 (élection de Benoît XIV). 
Le cardinal Pico della Mirandola renonce au gouvernement de son diocèse en 1724 et est nommé archiprêtre de la basilique libérienne en 1730. Il finit sa carrière comme vice-doyen du Collège des cardinaux.

### Sources
- Fiche du cardinal Lodovico Pico della Mirandola sur le site fiu.edu